# Bryan Adams
Bryan Guy Adams (* 5. listopadu 1959, Kingston, Kanada) je rockový zpěvák, kytarista, autor hudebních textů a fotograf. Mezi jeho nejznámější alba patří Reckless, 18 til I Die a Waking Up the Neighbours.
Adams byl oceněn Řádem Kanady (Order of Canada) a Řádem Britské Kolumbie (Order of British Columbia) za svůj příspěvek na poli populární hudby a za dobročinné akce. V dubnu roku 2006 byl uveden do hudební síně slávy při předávání kanadských hudebních cen Juno. Od roku 1998 má také svou hvězdu na Kanadském chodníku slávy. Byl nominován na tři Ceny akademie a pětkrát nominován na Zlatý glóbus (naposled za hudbu k filmu Bobby). Bryan Adams byl od roku 1987 vegetariánem, ale od roku 2007 je vegan.

## Mládí
Bryan Adams se narodil anglickým rodičům v Kingstonu v provincii Ontario. Protože jeho rodiče Elizabeth Jane Adams a Conrad J. Adams byli diplomaté, strávil mládí v mnoha cizích zemích, například v Anglii, Izraeli, Portugalsku a Rakousku. Když se vrátili zpět do Kanady, žili krátce v Ottawě. Po rozvodu svých rodičů se s matkou a mladším bratrem Brucem přestěhovali natrvalo do Vancouveru. Adams v patnácti ukončil školu a začal se naplno věnovat hudební kariéře.

## Sedmdesátá léta
Začínal jako zpěvák v kapelách Shock a Sweeney Todd, se kterými vydal první album If Wishes Were Horses. Vydělával si mytím nádobí, jako prodavač ve zverimexu nebo v obchodu s hudbou. Zde se také jednoho dne potkal s bubeníkem Jimem Vallancem a začala tak zatím nepřerušená spolupráce. V roce 1978, ve věku osmnácti let, poslal Adams několik svých demo nahrávek do nahrávacího studia A&M Records v Torontu a zanedlouho poté dostal první smlouvu na jeden dolar. Od té doby zde vydal už více než čtrnáct alb.

## Osmdesátá léta
První album nazvané Bryan Adams vydal v únoru roku 1980. S výjimkou skladeb Remember a Wastin’ Time bylo celé album natočeno od 29. října do 29. listopadu 1979 v Manta Studios v Torontu a producenty byli sám Bryan Adams a James Douglas Vallance. Album se však stalo zlatým hitem až v roce 1986.
Na začátku osmdesátých let spolupracovali Adams a Vallance na řadě písní pro Vallencovu kapelu Prism. Mezi jinými napsali například píseň Don’t Let Him Know, která byla jediným hitem této kapely a dostala se do Top 40. Pro Adamse to však byla první z mnoha.
Adamsovo druhé album You Want It You Got It bylo natočeno v New Yorku během pouhých dvou týdnů a bylo prvním albem, na kterém spolupracoval s producentem Bobem Clearmountainem. Bylo vydáno v roce 1981 a obsahovalo rádiový hit Lonely Nights. Avšak až s třetím albem Cuts Like a Knife vydaným v únoru roku 1983 přišel dlouho očekávaný komerční úspěch. Toto album skončilo na osmém místě v žebříčku prodeje alb a v hitparádě se dostalo na přední příčky hned se čtyřmi skladbami, z nichž tou nejznámější je pilotní singl Cuts Like a Knife. Tato píseň zůstala jednou z nejoblíbenějších a nejznámějších Adamsových písní dodnes.
Album Reckless bylo vydáno v den Bryanových 25. narozenin, 5. listopadu 1984. Dostalo se na první místo v prodeji alb. Mezi největší hity patří Run to You, Summer of ’69 a první Adamsova píseň, která se vyhoupla v žebříčku až na samý vrchol – Heaven. Za toto album dostal Bryan v USA již pět platinových ocenění.
Ve stejném roce také natočil duet s Tinou Turnerovou It’s Only Love. Kromě toho, že se tato píseň stala hlavní znělkou mnoha rádií a MTV, byla také nominována na cenu Grammy za nejlepší rockový duet.
V roce 1987 vydal již páté album nazvané Into the Fire. Toto album dostalo také platinovou desku a bylo posledním albem, které kompletně celé napsala dvojice Adams a Vallance.
V roce 1989 vyšlo album Live! Live! Live!, které je nahrávkou koncertu ve Werchteru v Belgii z 3. července 1988. Koncert byl vysílán na CBS a MTV po celém světě.

## Devadesátá léta
Asi nejznámějším Adamsovým albem je Waking Up the Neighbours, které produkoval spolu s Robertem „Muttem“ Langem. Bylo vydáno v září roku 1991 a obsahovalo největší hit všech dob (Everything I Do) I Do It for You. Je to ústřední píseň z filmu Robin Hood – Král zbojníků s Kevinem Costnerem a Alanem Rickmanem. Vysloužila si i zápis do Guinnessovy knihy rekordů díky neuvěřitelným šestnácti týdnům stráveným na první příčce hitparády ve Velké Británii a sedmnácti týdnům v USA. Jak album tak singl se dostaly na první příčky v mnoha zemích světa. Jenom v USA se prodalo více než tři milióny kopií této písně.
Dalším albem vydaným v roce 1993 byl výběr největších Adamsových hitů So Far So Good. Objevila se zde i jedna nová píseň Please Forgive Me, která se ihned po vydání stala hitem. Album obdrželo jen v USA pět platinových desek.
Později téhož roku natočil Bryan společně se Stingem a Rodem Stewartem singl All for Love k filmu Tři mušketýři. Hit All for Love v roce 1994 zazpíval společně s Lucianem Pavarotti & Friends.
V roce 1995 vydal Bryan svou první knihu nazvanou Bryan Adams.
V letech 1996–1999 vydal Bryan Adams každý rok jedno album. V létě roku 1996 18 til I Die, kde se objevil hit Have You Ever Really Loved a Woman z filmu Don Juan DeMarco s Johnym Deppem a Marlonem Brando. Tato píseň mu vynesla již druhou nominaci na Oscara. Alba se prodalo jen v USA více než jeden milión kopií. Album Bryan Adams MTV Unplugged bylo vydáno v zimě 1997, album On a Day Like Today na podzim roku 1998 a již druhý výběr největších hitů The Best of Me v roce 1999. Během této doby natočil Bryan tři duety – Rock Steady s Bonnie Raittovou, I finally Found Someone s Barbrou Streisandovou (tato píseň mu přinesla již třetí nominaci na Oscara) a When You’re Gone s Melanii C, bývalou členkou dívčí skupiny Spice Girls.

## 2000–2007
V roce 2000 nazpíval Adams vokály k písni Don’t Give Up od britského producenta Nicka Bracegirdlea alias Chicane. Tato píseň se dostala na první místo v hitparádě ve Velké Británii.
V roce 2001 vydal první DVD Live at Slane Castle ze živého koncertu z Irska. Později v témže roce vydal Live at Budokan, záznam koncertu z Tokia.
V květnu roku 2002 vydal soundtrack Spirit: Stallion of the Cimarron ke stejnojmennému kreslenému filmu, v němž se objevily pouze jeho písně, za které v USA získal zlatou desku. V České republice nebyl snímek uveden.
V roce 2004 vyšlo po šesti letech první studiové album Room Service. Album se dostalo na čtvrtou příčku ve Velké Británii a během prvního týdne se ho prodalo 440 000 kopií.
V roce 2005 vyšla již třetí kolekce největších hitů nazvaná Anthology. Album obsahuje dva disky a dokumentuje Adamsovu pětadvacetiletou kariéru se všemi velkými hity. Ve stejném roce vydal i třetí DVD Live in Lisbon.

## Nejnovější a budoucí akce
K filmu Záchranáři (2006) s Kevinem Costnerem a Ashtonem Kutcherem v hlavních rolích napsal a natočil píseň Never Let Go. Také se stal spoluautorem písně Never Gonna Break My Faith k filmu Bobby, kterou zpívají Aretha Franklin a Mary J Blige. Za tuto píseň dostal v roce 2007 nominaci na Zlatý glóbus. Vytvořil také hudbu k filmu Colour Me Kubrick.
V roce 2008 vyšlo album nazvané Bryan Adams 11, v roce 2010 album Bare Bones, v roce 2014 album Track Of My Years.

## V České republice
V České republice má Bryan Adams poměrně početnou skupinu příznivců a obdivovatelů. Vystoupil zde již mnohokrát a pokaždé s velkým úspěchem. Poprvé v roce 1999 na festivalu v kempu Džbán, podruhé v roce 2003 v pražské T-mobile aréně, potřetí v roce 2006 v Sazka Aréně, počtvrté v O2 aréně v Praze 19. června 2011, popáté 27. července 2012 v rámci festivalu Benátská noc, dále 18. června 2014 v Brněnském Velodromu, v pražské O2 Aréně 5. října 2016, 19. listopadu 2017 opět v Brně, tentokrát v DRFG Aréně podeváté 29. listopadu 2018 v Ostravě v Ostravar aréně, poté opět v O2 aréně 16. prosince 2023, na Haviřovských dnech v sobotu 7. září 2024 jako hlavní hvězda programu, v brněnské Winning Group Aréně 13. října 2024 a v královéhradeckém Parku 360 dne 1. srpna 2025.

## Skupina
Oproti jiným sólovým umělcům nestřídá Adams členy svého hudebního doprovodu. Má skupinku hudebníků, kteří s ním vystupují i nahrávají většinu jeho kariéry. Z tohoto důvodu je Bryan Adams často vnímán spíše jako kapela než sólový umělec.
Současná sestava
- Keith Scott – sólová kytara
- Mickey Curry – bicí
- Gary Breit – klávesy
- Norm Fisher – basová kytara

Scott a Curry spolupracují s Adamsem od začátku osmdesátých let, ale Fisher a Breit se ke kapele připojili teprve na začátku roku 2000. Do té doby hrál na klávesy Tommy Mandel a na basu Dave Taylor, oba působili v kapele už od začátku osmdesátých let.

## Fotografie

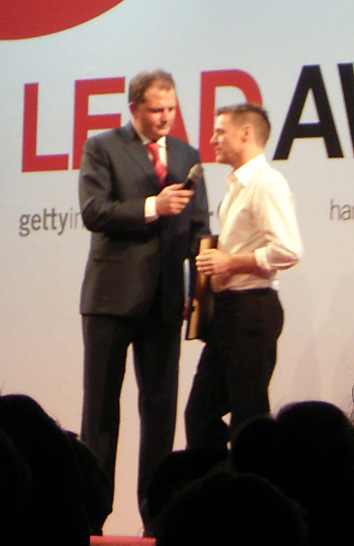
Adams v roce 2006 přijímá ocenění LeadAward za fotografii, 15. března 2006, Hamburk, Německo

Adams také pracuje jako fotograf. Dne 16. září 2015 mu bylo uděleno čestné stipendium Královské fotografické společnosti v Londýně za jeho práci ve fotografii. Adams své snímky publikoval v Britském Vogue, L'uomo Vogue, Americkém Vanity Fair, Harper's Bazaar, Britském GQ, Esquire, Interview magazine a i-D, a fotografoval reklamní a PR kampaně pro společnosti jako jsou například: Hugo Boss, Guess Jeans, Sand, Converse, Montblanc, John Richmond, Fred Perry, Escada, Gaastra, Zeiss, Joop, Zeiss AG, Schwarzkopf, Ermenegildo Zegna, boty AGL shoes, Windsor, automobilky Jaguar a OPEL.
Za svou módní fotografii získal v Německu tři hlavní ceny, naposledy v říjnu 2015 za svůj příběh o Helmutu Bergerovi a předtím v červnu 2012 a poprvé v roce 2006. Založil umělecký módní časopis Zoo Magazine se sídlem v Berlíně, pro který pravidelně fotografuje.
Jeho první retrospektivní knihu fotografií vydala společnost Steidl v říjnu 2012 s názvem Exposed. Předchozí publikované spolupráce zahrnují American Women (2005), pro Calvina Kleina ve Spojených státech; výtěžek z této knihy putoval do Memorial Sloan Kettering Cancer Center v New Yorku pro jejich výzkumné programy rakoviny prsu a Made in Canada (1999) pro Flare Magazine v Kanadě; výtěžek putoval na konto Canadian Breast Cancer Foundation. Obě knihy byly věnovány jeho přítelkyni Donně, která na tuto nemoc zemřela.
V roce 2002 byl Adams pozván, spolu s dalšími fotografy z Commonwealthu, aby fotografoval královnu Alžbětu II během jejího Zlatého jubilea; jedna z fotografií z této relace byla použita na kanadské poštovní známce v roce 2004 a znovu v roce 2005, další portrét královny Alžběty II a prince Philipa je nyní v National Portrait Gallery v Londýně.
Adams jako fotograf podporuje iniciativu Hear the World s jejím cílem zvýšit celosvětové povědomí o tématu sluchu a ztráty sluchu. Adams vydal fotografickou knihu s názvem Wounded – The Legacy of War (2013), aby upozornila na lidské důsledky války.
V létě 2021 fotografoval 48. vydání kalendáře Pirelli během dvou pracovních dnů v červnu v Los Angeles, kde se sešla většina zúčastněných, a poté na konci července následoval pracovní den na Capri. Kalendář Pirelli 2022, který Adams fotografoval, se jmenuje Na cestě (On the road) a zobrazuje talenty ze světa hudby, které Adams spojil na cestě velmi odlišnými národnostmi, hudebními žánry, věky a profesními cestami. Na fotografiích se objevují: Iggy Pop, Rita Ora, Cher, Grimes, Normani, Kali Uchis, Jennifer Hudson, Saweetie, St. Vincent a Bohan Phoenix.
Adams také fotografoval mnoho svých kolegů v hudební branži, včetně takových, jako jsou například: Tommy Lee, Amy Winehouse, Mick Jagger, Michael Jackson, Billy Idol, Lemmy Kilmister, Ron Wood, Robert Plant, Joni Mitchell, Peter Gabriel, Chickenfoot, Sting, The Who, Bryan Ferry, Tina Turner, Morrissey, Shania Twain, Joss Stone, Celine Dion, Ray Charles, Jared Leto, Arcade Fire, Take That, Sarah McLachlan, Bryan Ferry, Peter Gabriel, Victoria Beckham, Lenny Kravitz, Hurts, Annie Lenno Sheryl Crow, Moby, t. ATU, Rammstein, The Weeknd, Alanis Morissette, Alessia Cara, Nelly Furtado, Jake Bugg, Bill Kaulitz, Shawn Mendes, Avril Lavigne, Plácido Domingo, Elton John, Robbie Williams, Pink, Lana Del Rey, Laura Pausini, Bruce Springsteen, a Eros Ramazzotti, a to jsou vyjmenovaní pouze někteří. Mezi další obaly alb s dílem Adamse patří:
- Annie Lennox – The Annie Lennox Collection[12]
- Amy Winehouse – Lioness: Hidden Treasures[13]
- Status Quo – Aquostic (Stripped Bare)[14][15]
- Diana Krall – Wallflower
- Anastacia – Ultimate Collection

Mezi další významné osobnosti, se kterými Adams spolupracoval a které fotografoval, patří například: Hillary Clintonová, Ben Kingsley, Katie Couric, Jennifer Aniston, Gwyneth Paltrow, Scarlett Johansson, Hilary Swank, Serena Williams, Venus Williamsová, Lindsay Lohan, L'Wren Scott, Julianne Moore, Jerry Hall, Heather Graham, Sean Penn, Wim Wenders, Danny Trejo, Christie Brinkley, Sarah Jessica Parker, Neve Campbell, Renée Zellweger, Monica Bellucciová, Eva RICCOBONO, Elisabetta Canalis, Caterina Murino, Elle Macpherson, Eartha Kitt, Ray Liotta, Cindy Crawford, Tereza Maxová, Alice Sebold, Amber Valletta, Katie Holmes, Kate Moss, Eve Ensler, Helena Bonham Carter, Daphne Guinness, Aline Weber, Lucy Liu, Laetitia Casta, Tilda Swinton, Lauren Hutton, Muhammad Ali, Dustin Hoffman, Ben Kingsley, Lukas Podolski, Natalia Vodianova, Naomi Campbell, Louise Bourgeois, Kate Moss, Nadja Auermann, Michael J. Fox, Mickey Rourke, Judi Dench, Justin Trudeau, Margaret Atwood, Lind Evangelista, Amanda Murphy, Mads Mikkelsen a mnoho dalších.

### Publikace
- Made in Canada (1999)[16]
- American Women (2005)[17][18]
- Exposed (Steidl, 2012)[19][20]
- Wounded – The Legacy of War (Steidl, 2013)[21][22]
- Untitled (Steidl, 2015)[23][24]
- Canadians (Steidl, 2017)[25][26]
- Homeless (Steidl, 2019)[27][28]

### Výstavy
- Královské ontarijské muzeum, Toronto, 1999[29]
- McCord Museum, Montréal 2000[30]
- Saatchi Gallery, Londýn, 2000
- Photokina, Kolín nad Rýnem, 2001
- Temple of Hadrian, Řím, červenec 2006
- Fotografija Galerija, Ljubljana, Slovinsko, listopad 2006[31]
- PHotoEspaña, Madrid, Španělsko, květen-červenec 2007
- Nunnington Hall, North Yorkshire, Anglie, květen-červen 2007[32]
- 401 projects, New York City, září-listopad 2007[33]
- Národní portrétní galerie, Londýn, únor–květen 2008[34]
- Haus Der Kunst, Mnichov, květen 2008[35]
- 14th Street Gallery, Hear the World Ambassadors Photo Exhibition, New York City, květen 2008[36]
- Saatchi Gallery, Hear The World Ambassadors, Londýn, červenec 2009[37]
- Calvin Klein American women 2010, New York, září 2010[38]
- Moskevský dům fotografie, Moskva, 2012[39]
- Goss-Michael Gallery, Dallas, Texas. Bryan Adams – Exposed, prosinec 2012 – únor 2013[40]
- Oklahoma Contemporary, Oklahoma City. Bryan Adams – Exposed, únor – květen 2013[41]
- NRW-Forum, Düsseldorf, Německo. Bryan Adams – Exposed, únor – květen 2013[42]
- Marfa Contemporary, Marfa, Texas. Bryan Adams – Exposed, květen – srpen 2013[43]
- Ostlicht Galerie, Vienna, Austria. Bryan Adams – Exposed, červen – září 2013[44]
- Akira Ikeda Gallery, Berlín, Německo. Bryan Adams – Exposed, září – listopad 2013[45]
- Glenbow Museum, Calgary, Kanada. Bryan Adams – Exposed, únor – květen 2014[46]
- Westlicht Gallery, Vienna, Austria. Bryan Adams – Exposed[47]
- Stadtgalerie, Klagenfurt, Austria. Bryan Adams – Exposed, 3. července – 5. října 2014[48]
- Stadthaus Ulm, Německo. Bryan Adams – Exposed, červen – září 2014[49]
- Národní muzeum umění Québecu, Quebec City, Kanada. "Bryan Adams s'expose", 19. února – 14. června 2015[50]
- Somerset House, Londýn, Anglie, "Bryan Adams – Wounded: The Legacy of War", listopad 2014 – leden 2015[51]
- Centro Cultural, Cascais, Portugal. Bryan Adams – Exposed, říjen 2014 – únor 2015[52]
- Young Gallery, Brusel, Belgie. Bryan Adams – Exposed, 11. září – 28. listopadu 2015[53]
- Center of Contemporary Art Znaki Czasu,Toruň, Polsko. Bryan Adams – Exposed, listopad 2015 – leden 2016[54]
- Fotografiska, Stockholm, Švédsko. Bryan Adams – Exposed, 18. června 2016 – 25. září 2016[55]
- Vivacom Art Hall, Sofie, Bulharsko. Bryan Adams – Exposed, 11. října – 12. listopadu 2016[56]
- Werkhallen, Bonn, Německo. Bryan Adams – Exposed, 19. února – 20. května 2017[57]
- Královské ontarijské muzeum, Toronto, Canadians, 2017[58]
- Embassy of Canada, Washington, D.C. Canadians, 2017[59]
- Photo Gallery, Halmstad, Švédsko. Bryan Adams – Exposed, 20. ledna – 30. dubna 2018[60]
- Camera Work Gallery, Berlín, Německo. Bryan Adams – Exposed, 8. prosince 2018 – 9. února 2019[61]
- Izzy Gallery, Toronto, Kanada. Bryan Adams – Exposed, červenec 2–28, 2019[62]
- Fotografiska, Tallinn, Estonsko. Bryan Adams – Exposed, 6. března – 20. září 2020[63]
- Gericke + Paffrath Gallery, Düsseldorf, Německo. Bryan Adams – Exposed, 2. října – 31. ledna 2021[64]
- Leica Gallery, Mnichov, Německo. Bryan Adams – Exposed, 29. října – 31. ledna 2021[65]
- Atlas Gallery, Londýn, Spojené království. Bryan Adams – Homeless, 29. dubna – 12. června 2021[66][67]
- IPFO House of Photography, Olten, Švýcarsko. Bryan Adams – Exposed, 18. listopadu 2021 – 6. února 2022[68][69][70]

## Diskografie
- Bryan Adams (1980)
- You Want It You Got It (1981)
- Cuts Like a Knife (1983)
- Reckless (1984)
- Into the Fire (1987)
- Waking Up the Neighbours (1991)
- 18 til I Die (1996)
- On a Day Like Today (1998)
- Room Service (2004)
- 11 (2008)
- Tracks of My Years (2014)
- Get Up! (2015)
- Shine a Light (2019)
- Pretty Woman – The Musical (2022)
- So Happy It Hurts (2022)
- Classic (2022)